# Таге Фрітьоф Ерландер
Таге Фрітьоф Ерландер (швед. Tage Fritiof Erlander; нар. 13 червня 1901, Рансетер, лен Вермланд, Швеція — пом. 21 червня 1985, Худдінге, лен Стокгольм, Швеція) — фізик за освітою, політик, прем'єр-міністр Швеції і лідер Соціал-демократичної партії Швеції з 11 жовтня 1946 р. до 14 жовтня 1969 року. Поставив рекорд із безперервного перебування на посаді прем'єр-міністра демократичної країни — 23 роки. Набув популярне прізвисько «довгий прем'єр-міністр Швеції» з натяком його фізичний зріст і владу.

## Життєпис
Таге Ерландер народився 13 червня 1901 року в сім'ї учителя народної школи та кантора церковної громади Еріка Густава Ерландера (1859–1936) та Альми Нільссон (1869–1961). 
Після закінчення школи в Карлстаді у віці 19 років він поступив у Лундський університет. Під час першого семестра прочитавши книгу Альберта Айнштайна, яка описувала теорію відносності науково-популярними термінами, він зацікавився теоретичною фізикою. 1923 року Таге Ерландер і двоє однокурсників заснували Математичне товариство. Таге був його першим головою, а серед членів товариства були його близький товариш Торстен Ґустафсон і Айна Андерссон, яка пізніше стала дружиною Таге. Навесні 1925 року Таге й Айна відвідували лекції з фізики, хоча Таге почав більше цікавитися політикою. Серед студентів було багато людей, які мали радикальні політичні погляди. Таґе Ерландер перейшов від лібералізму до радикального соціалізму і став членом Лундського відділення Шведської соціал-демократичної партії.
- У 1928 р. закінчив університет Лунда, де брав участь в радикальних налаштованих студентських виступах.
- У 1929—1938 рр. входив до редакційної ради енциклопедії швед. Svensk Upplagsbok.
- У 1930 р. одружився з Айною Андерссон. У тому ж році був обраний в муніципальну раду Лунда,
- у 1932 р. — в риксдаг,
- у 1938 р. став державним секретарем.
- У 1944 р. увійшов до кабінету міністрів як міністр без портфеля,
- у 1945 р. став міністром освіти.
- У 1946 р. після раптової смерті прем'єр-міністра країни Пера Альбіна Ханссона несподівано був обраний на його наступника на постах прем'єр-міністра і лідера СДПШ.
- З 1951 до 1957 р. сформував коаліційний уряд з Партією центру Гуннара Хедлунда, з яким Ерландер мав дружні особисті стосунки.

Автор словосполучення «сильне суспільство», що означає суспільство з розвиненим державним сектором соціальних послуг, що базується на оподаткуванні заможних громадян. В період його керівництва Швеція наблизилася до держави загального добробуту, незважаючи на націоналізацію, і займала позицію неприєднання і невтручання (державний нейтралітет).
- У 1969 р. після відставки з посад прем'єр-міністра і лідера СДПШ на користь свого політичного учня Улофа Пальме, багато в чому він продовжував політику Ерландера,
- у 1972—1982 рр. опублікував мемуари в 6 томах.

Ерландер помер 21 червня 1985 року в Стокгольмі у віці 84 років від пневмонії та серцевої недостатності.